# TRL (rete televisiva)
TRL è una emittente televisiva locale del Lazio e Umbria.

## Storia

### Televisione
La prima trasmissione arrivò nel 2011.  La sua funzione attuale è intesa come mezzo di servizio per le istituzioni e per tutte le associazioni locali.  TRL nel 2021 insieme ad altre società ha fondato il Consorzio TRLMEDIA  S.C.R.L. che si è aggiudicata  i diritti d'uso come Operatore di Rete per la Regione Umbria. 